# Bagneux, Indre
Bagneux là một thị trấn ở tỉnh Indre trong vùng Centre, miên trung nước Pháp. Bagneux có diện tích 25,3 km2, dân số năm 1999 là 174 người.